# دندون طلا
دندون طلا یک مینی‌سریال ایرانی به کارگردانی و نویسندگی داود میرباقری و تهیه‌کنندگی مهران برومند است که در سال ۱۳۹۴ از شبکهٔ نمایش خانگی پخش شد.

## خلاصه داستان
«نٓیِّر» دختری مهاجر با پدری علیل ساکن حلبی آبادهای حاشیه شهر تهران است که مشغول دوره‌گردی و دست فروشی است. او به جرم سد معبر با پاسبانی درگیر شده و پا به فرار می‌گذارد و به قهوه‌خانه‌ای پناه می‌برد که پاتوق عده‌ای از لات‌های شهر است، صاحب قهوه‌خانه شخصی است به نام قنبر دیزلی (ملقب به «دندون طلا») به نیر پناه می‌دهد و دندون طلا از شجاعت و پاکدامنی و زحمت کشی نیر خوشش می‌آید و نیر نیز از جوانمردی و حق طلبی قنبر. این آشنایی منجر به عشقی آتشین شده که فرجامش بارداری نٓیِّر است. قهوه‌چی بعد از آنی که عشقش فروکش کرده است پشیمان شده و منکر بچه می‌شود و …

## بازیگران
| نام بازیگر      | نقش                         | لقب         |
| --------------- | --------------------------- | ----------- |
| مهدی فخیم‌زاده   | قنبر دیزل                   | دندون طلا   |
| حامد بهداد      | آتش                         | بلبل        |
| حمیدرضا آذرنگ   | عنایت سرخوش                 | کاکاسیاه    |
| ستاره اسکندری   | نیر                         |             |
| سیروس گرجستانی  | بلور                        |             |
| بهناز جعفری     | طلا                         |             |
| باران کوثری     | طلوع                        |             |
| سیامک صفری      | کریم                        | کریم سگ دست |
| رسول نجفیان     | استاد دانشکده سینما و تئاتر |             |
| کاظم هژیرآزاد   | آژان                        |             |
| محسن قاضی‌مرادی  | پدر نیر                     |             |
| نادر سلیمانی    | موسیو                       |             |
| طوفان مهردادیان | طوفان                       |             |
| فرزین صابونی    | جهان                        |             |
| انوش معظمی      | امان                        |             |
| علی فتحعلی      | فتاح                        |             |
| بیژن افشار      | کارمند اداره ارشاد          |             |
| محمود اردلان    | نامزد طلا                   |             |
| حسن تسعیری      | صاحب کار نیر                |             |